# Клагенфурт ам Вьортерзе
Клагенфурт (на немски: Klagenfurt или Klagenfurt am Wörthersee, Клагенфурт ам Вьортерзе,на словенски: Celovec или Celovec ob Vrbskem jezeru) e град в Южна Австрия, административен център на провинция Каринтия. Населението превишава 93 000, от тях над 1700 души са каринтийски словенци.

## География
Градът е разположен на река Глан в алпийска долина на Драва.

## История
Според легендата града е основал херцогът на Каринтия Херман Шпанхайм. Първото споменаване за селище под името Форум Клагенвурт се отнася към 1193 – 1199 г. През 1246 – 1252 Клагенфурт получава градски права и бързо става един от най-големите градове на херцогство Каринтия, а по-късно – и негова столица.
В Клагенфурт през май 1945 г. е подписано демаркационното споразумение между съюзническите войски на Първа българска армия и Осма британска армия, съответно от ген. Владимир Стойчев и ген. Кейтли.

## Деление
Градът се дели на следните квартали:
| - 1 – 4 Инере Щат I-IV Innere Stadt - 5 Св. Файтер Форщат V St. Veiter Vorstadt - 6 Фьолкермарктер Форщат VI Völkermarkter Vorstadt - 7 Фиктрингер Форщат VII Viktringer Vorstadt - 8 Филахер Форщат VIII Villacher Vorstadt - 9 Анабихъл IX Annabichl | - 10 Св. Петер X St. Peter - 11 Св. Рупрехт XI St. Ruprecht - 12 Св Мартин XII St. Martin - 13 Фиктринг XIII Viktring - 14 Вюлфниц XIV Wölfnitz - 15 Хьортендорф XV Hörtendorf |

## Култура, образование
Сред забележителностите най-голямо значение имат:
- Старият град със своя централен площад „Алтер плац“;
- фонтанът във вид на дракон „Линдвурм Брунен“;
- езерото Вьортерзе, считано за най-топлото измежду алпийските езера;
- паркът „Минимундус“ с архитектурни миниатюри, включително на Рилския манастир.

Недалеч от Клагенфурт се намира замъкът Хохостервиц, който е сред най-красивите замъци на Австрия.
В града е разположен Университетът на Клагенфурт.

## Спорт
Представителният футболен отбор на града се казва ШК Аустрия Кернтен. Дългогодишен участник е в Австрийската бундеслига.

## Личности
Родени в града
- Ингеборг Бахман (1926 – 1973), австрийска поетеса и белетристка
- Фридрих Концилия (р. 1946), австрийски футболен вратар
- Удо Юргенс (1934 – 2014), австрийски певец, композитор и пианист

## Побратимени градове
Побратимени градове на Клагенфурт са:
| - Венло, Холандия (от 1961) - Висбаден, Германия (от 1930) - Гладсаксе, Дания (от 1969) - Гориция, Италия (от 1965) - Дахау, Германия (от 1974) - Десау, Германия (от 1970) - Душанбе, Таджикистан (от 1973) - Жешув, Полша (от 1975) | - Залаегерсег, Унгария (от 1990) - Лавал, Канада (от 2005) - Назарет, Израел (от 1992) - Нанин, Китай (от 2001) - Нова Горица, Словения (от 1965) - Сибиу, Румъния (от 1990) - Тарагона, Испания (от 1994) - Чернивци, Украйна (от 1992) |